# Landesfilmdienst
Die Landesfilmdienste sind zusammengefasst in der Konferenz der Landesfilmdienste e.V. (KdL). Diese wurde vor 1954 als bundesweit agierender Dachverband der regionalen Landesfilmdienste gegründet. Sie vermittelt und fördert als professioneller Multiplikator den Verleih von Medienproduktionen namhafter Organisationen und Verbände aus Bildung, Kultur und Wirtschaft.
Bei den einzelnen Landesfilmdiensten können Nutzer diese Medien kostenlos entleihen. Ein Katalog bietet einen Gesamtüberblick in das breit gefächerte Medienangebot.
Die Landesfilmdienste vermitteln und fördern den Verleih audiovisueller Arbeitsmittel wie
- DVDs
- CD-Roms,
- Folienmappen,
- computergestützte Planspiele,
- Videokassetten,
- 16mm-Kopien,
- Diaserien,
- Tonbildschauen,

im gesamten Bundesgebiet. Sie verstehen sich als nichtgewerblicher Dienstleister im Bildungs-, Kultur- und Informationsbereich, in der nichtgewerblichen schulischen und außerschulischen Jugend- und Erwachsenenbildung.
Von der Konferenz der Landesfilmdienste werden die Filmgeber in vierteljährlichen Datenauswertungen über die Effizienz des Einsatzes ihrer Medien und deren Zielgruppen informiert. Darüber hinaus bieten die Landesfilmdienste nach Absprache die Möglichkeit, die Organisation und deren bereitgestellte Medien auf zahlreichen Messen, Ausstellungen, Filmveranstaltungen, Preisverleihungen sowie in ihrer hauseigenen Zeitung „Informationen für die Medienwirtschaft“ zu präsentieren.
Die Medien können auch online bestellt werden. Ergänzend zum Filmverleih hat man auf den Seiten der Landesfilmdienste die Möglichkeit Filme zu streamen, also direkt anzusehen oder auf die heimische Festplatte zu laden. Der Service ist kostenlos. Ein Log-In ist für die Nutzung der Seiten erforderlich.